# Cadenazzo
Cadenazzo är en ort och kommun i distriktet Bellinzona i kantonen Ticino, Schweiz. Kommunen har 3 111 invånare (2023).
I kommunen finns även orten Robasacco som tidigare var en självständig kommun. Den inkorporerades 14 juni 2005 i Cadenazzo.